# Paddy Reilly
Patrick "Paddy" Reilly (nascut el 18 d'octubre de 1939) és un cantant i guitarrista folk irlandès. Nascut a Dublín, és un dels baladers més famosos d'Irlanda i és més conegut per les seves interpretacions de "The Fields of Athenry", "Rose of Allendale" i "The Town I Loved So Well". Reilly va llançar la seva versió de "The Fields of Athenry" com a single el 1983; va ser la versió més reeixida d'aquesta cançó, que va romandre en els llistats irlandesos durant 72 setmanes.
Durant anys com a intèrpret en solitari, es va incorporar a The Dubliners el 1996 com a substitut del veterà Ronnie Drew. Va abandonar el grup després de nou anys per traslladar-se a la ciutat de Nova York (on hi té diversos pubs) el 2005 i va ser substituït per Patsy Watchorn.
Posseïa diversos bars a Nova York, inclòs "Paddy Reilly's" al 29th Street i la 2a Avinguda. Des del 2018, Reilly viu a Naples (Florida).

## Discografia

### En solitari
- The Life of Paddy Reilly (1971)
- Paddy Reilly at Home (1972)
- The Town I Loved So Well (1975)
- Green Shamrock Shore (1980)
- The Fields of Athenry (1982)
- Live Paddy Reilly (1983)
- The Old Refrain (1984)
- Greatest Hits Live (1985)
- Paddy Reilly's Ireland (1986)
- Paddy Reilly Now (1988)
- Sings the Songs of Ewan MacColl (1990)
- Gold and Silver Days (1991) Enregistrat i llançat sota el segell irlandès Celtic Collections
- Come Back Paddy Reilly (2003)
- 32 Counties in Song (2003) Enregistrat i llançat sota el segell irlandès Celtic Collections

### Amb The Dubliners
- Further Along (1996)
- Alive Alive-O (1997)
- 40 Years (2002)
- Live from the Gaiety (2002)